# XXXHOLiC
『XXXHOLiC』（ホリック）、または『×××HOLiC』は、CLAMPによる日本の漫画作品、及びそれを原作としたアニメなどの作品。メディアミックス作品では『xxxHOLiC』の表記も用いられる。

## 概要
対価さえ払えばどんな願いも叶うミセの主人の元に、様々な悩みを抱えた客が次々と訪れるという非日常的な世界観のファンタジー漫画。タイトルのholicは、英語で中毒を意味する。
作画は男性キャラクターを猫井椿が、女性キャラクターをもこなが担当している。
『週刊ヤングマガジン』で2003年13号から2010年16号まで連載された後に『別冊少年マガジン』へ移籍し、2010年7月号より2011年3月号まで連載された。2009年9月14日発売の『週刊ヤングマガジン』42号から『xxxHOLiC・籠』（ホリック・ロウ）と改題した。
2012年12月2日には名古屋にて開催されたCLAMP FESTIVAL 2012で続編となる『xxxHOLiC・戻』（ホリック・レイ）が発表され、『週刊ヤングマガジン』で2013年14号から連載開始。『週刊ヤングマガジン』2017年第15号の掲載を最後に休載するが、2022年4月20日発売の『公式コミックガイド xxxHOLiC・戻 夢渡縁起』にて連載再開が発表された。
2005年8月20日には『劇場版xxxHOLiC 真夏ノ夜ノ夢』が公開。その後、テレビアニメ『xxxHOLiC』がTBSで2006年4月6日から10月21日まで放送され、第2期もTBSで2008年4月3日から6月26日まで『xxxHOLiC◆継』として放送された。
『ツバサ-RESERVoir CHRoNiCLE-』とは物語がリンクしており、テレビアニメ版には『ツバサ』のキャラクターは登場しないが、『ツバサ』のテレビアニメ版には本作のキャラクターが登場する。また、『BLOOD-C』ともリンクしており、『劇場版 BLOOD-C The Last Dark』には『籠』以降の四月一日がゲスト出演している。
2021年8月5日から2022年5月6日にかけて新装版『CLAMP PREMIUM COLLECTION xxxHOLiC』が発売。2025年4月21日発売の『週刊ヤングマガジン』21号にて連載を再開。2025年4月時点でシリーズ累計発行部数が1400万部を突破している。

## あらすじ
『ツバサ-RESERVoir CHRoNiCLE-』との関連の高いストーリーのため、そちらも参照。
XXXHOLiC
アヤカシに好かれやすい男子高校生・四月一日君尋は、願いを叶える店（ミセ）の女主人・壱原侑子と出会う。「アヤカシが視えたり憑かれたりする体質を治したい」という四月一日の願いを見透かしていた侑子は、彼が自分に願うように促し、その対価として半ば強制的にバイトとして雇う。
四月一日がバイトを始めて少し経った頃、異世界から店の客として小狼・サクラ・ファイ・黒鋼（ツバサ-RESERVoir CHRoNiCLE-のメインキャラクター）が現れる。彼らは異世界を旅することを願い、四月一日の力によって目覚めた2匹モコナ＝モドキの白い方のモコナ＝ソエル＝モドキと共に、異世界へと旅立った。
ある日、以前見た小狼と同じだけれど違う存在の『小狼』が以前会った小狼の許に行くため店を訪れ、異世界へと旅立った。
四月一日はバイトをする中で、願いを抱えた人間や人でない者などの不思議な客と出会い、奇怪な出来事に遭遇していく。
その中で、夢を渡り、夢の世界へと行くことができるようになった四月一日は、夢の世界でサクラと会い、小狼一行に起こっていること、サクラがみた予知夢を変えようとしたこと、四月一日が『小狼』と似ていることを告げた。
四月一日は、『小狼』が選択し時間を巻き戻したことによって生まれた存在であり、『小狼』とある意味同じ存在であったため、異世界の『小狼』の危険を無意識に察知し、自分を無意識に消して対価にしようとしたり、自分の大切な記憶を対価に差し出していた。しかし、四月一日のことを大切に思う百目鬼・ひまわり・『小狼』・侑子などいろんな人の想いと対価が、ある意味異質・特別な存在である四月一日を消さないようにしていた。
そして、飛王・リードの願いによって「世界の理」が崩れ始め、同時に止まっていた侑子の「時間」が進み始め、既に故人となっていた侑子は闇にとらわれ、消え去ってしまう。
XXXHOLiC・籠（ロウ）
侑子が闇の中へと消え去り、彼女と再会するまで店で待つことを決めた四月一日。彼は、最初の「アヤカシが視えたり憑かれたりする体質を治したい」という願いを受け取らず、それまでの対価を、店主を務めることに必要な「四月一日自身の魔力の解放と力を強める」ことに使い、侑子を待つその対価として店を継ぎ、店から出ない「一つの場所に留まり続ける」ことを選択し、老化せず、自身の魔力をどんどん高めていくこととなった。
XXXHOLiC・戻（レイ）
新章のような始まり。しかし、実際は『XXXHOLiC・籠』との繋がりのある話であり、後に『ツバサ-WoRLD CHRoNiCLE-ニライカナイ編』に繋がる。
侑子のいる世界で、店のバイトとして四月一日は生活していたが、侑子の代わりに様々な願いを叶え、様々な対価を手に入れ、選択していく。

## 登場人物

### レギュラーキャラクター
壱原 侑子（いちはら ゆうこ）
声 - 大原さやか
本作の主人公。願いを叶える代わりに、同等の対価を貰うミセの主人。人の運命さえも変える程の強大な魔力を持つ魔女。名前は偽名で、その他の素性も一切不明の美人。妖艶でミステリアスな雰囲気とは裏腹に、おちゃらけた性格で我侭かつ気紛れ。反面、姉御肌で四月一日やミセを訪れた客に対し、極めて的確かつ現実的で厳格な発言をする。キセルを使用する喫煙家で、かなりの酒豪かつ美食家。二日酔いを度々起こすので液キャベを愛用している。交友関係は広く、様々な方面に顔が利く。花押は蝶で、洋服はもちろんの事、着物の柄や帯、簪などの髪飾りや小物などにもあしらわれている。占い師のおばあさんの家には、自分が書いた色紙「うつし世は夢、夜の夢こそまこと」が飾られている。また、クロウ・リードとは親友かつ良きライバル。四月一日をこき使う一方、大切に思っている。愛用の辞書は『講談社・国語辞典 デスク版第二版』。1960年代 - 1970年代の漫画やアニメに非常に詳しく、ネタとして多用する。暑がりである。口癖は「この世に偶然なんてない、あるのは必然だけ」。ひまわりの影響を受けない。
実は故人であり、クロウの願いと魔力によって時間を留められていた。最期は闇に飲み込まれて消え去り、『籠』終盤では四月一日の夢に現れた。
四月一日 君尋（わたぬき きみひろ）
声 - 福山潤
本作の準主人公（『籠』では単独の主人公）。私立十字学園に通う高校生→ミセの主人（『籠』）。4月1日生まれ。両親はすでに死んでいるため天涯孤独であるが家事万能で、父親譲りの料理上手。当初は下戸だった。侑子への自己紹介の対価は、上蓋に小鳥の描かれた懐中時計。並外れた霊能力を持つがゆえに、人でない者の世界では有名人。彼の血はアヤカシの力を数十倍引き上げる。実はもう1人の『小狼』。
アヤカシを惹き寄せる体質を治す為、半ば強制的にミセで家事手伝いのバイトに励み、専ら侑子達にこき使われていた。両親がいなくなってからは、アパートの管理人達が後見人となり、その一室に住んでいた。
感情表現が豊かで、特に百目鬼やひまわりのこととなると顕著になる。作中唯一のツッコミ役。成績と運動神経は、結構良い方。他人の為なら自己犠牲を厭わなかった。どんな相手でも無条件に優しい。百目鬼とは犬猿の仲だったが、紆余曲折を経て、現在は親友である。ひまわりとも仲が良い。
『籠』では、侑子の使用していたキセルで喫煙し、着物も侑子が着ていたものを仕立て直して着用しており、酒も嗜む。表情や感情表現はそれまでとは一変、侑子に似た憂いを帯びた表情が多くなった。しかしミセを継いだ当初は『願い』に対する対価の過負荷が分からず、その少なかった分の『代価』として怪我や生傷が絶えなかった。現在は右目によって手に入れた『夢渡りの力』と『血』を駆使し、少しずつ加減を覚えていきながらミセを切り盛りしている。また、その分どうしても家の周りにまで手が回らなくなるため、マルとモロが率先して家事を手伝っている。ミセを継いで100年以上経過した『籠』最終回時点では、ミセから出られるほど魔力が強くなったが、それでもミセにとどまり、侑子との再会を待ち続けている。
面影がクロウ・リードにそっくりであり、『籠』で魔力が強くなり中国風の式服を着用する様になってからは雰囲気も似てきている。後に宝物庫にあった彼の眼鏡と、鳥の羽根の花押を受け継ぐ。
十字学園の男子制服は詰襟の学ランであるが、前ボタンは中央に一列で連なっているものではなく、左右両端にそれぞれ縦に4つずつ連なる2列式の詰襟燕尾服調をした、きわめて特徴的なデザインである。
百目鬼 静（どうめき しずか）
声 - 中井和哉
私立十字学園の高校生→大学の民俗学生（『籠』）→大学院生→民俗学教授の助手。三白眼かつ鉄面皮。3月3日生まれ。学級委員長にして弓道部所属。成績優秀・運動神経抜群で、女子からの人気は高い。実家は寺だが、本人に見る力はない。
四月一日とは何だかんだで仲が良く、彼が作る料理と酒が大好物。彼も美食家であり、麻雀も出来る。朴念仁だが、天然ボケでかなりのマイペース。今時珍しい清浄な気を持つ。弓でアヤカシに見えない矢を射ることで祓える。見よう見まね程度だが経も読める模様。言葉も態度もぶっきらぼうだが、根は善良。人に頼ることはほとんどしない主義。ひまわりの影響を受けない数少ない人物。幼い頃は体が弱かった。高校生の頃から酒豪。四月一日が窓から落ちて大怪我を負った時は、彼が流した分と同じ量の血を対価として提供した。
『籠』では、教授の助手や四月一日のお手伝いさんも兼ねている。本来は理系が得意である。ひまわりとは時々会っている様子。容姿は益々祖父に似てきている。
九軒 ひまわり（くのぎ ひまわり）
声 - 伊藤静
私立十字学園の高校生→遠くの大学生（『籠』）→主婦（さらに6年後）。彼女も学級委員長であり、四月一日を大切に思っている。11月27日生まれ。常に笑顔で明るく誰にでも優しいが、百目鬼以上の天然ボケ。恋愛に関しては極端に鈍感で無頓着。料理は苦手。ピアノを習っていてシフォンケーキが好き。父親はテレビ局に勤めている。占いや怪奇現象に興味がある。生まれつき両親以外の他人を不幸へと導く体質を持ち、清浄な気を好む者からは苦手とされている。そのため人とは最低限しか関わらない様にしていた。四月一日が大怪我を負った際、全てを明かした後自ら身を引こうとした。この時対価として四月一日の背中の傷を引き受け、それ以降髪型を少し変えている。また、四月一日から貰った蒲公英とはいつも一緒。
『籠』では、ある事情から四月一日と直接会うのは一年に一度だけ、後はほぼ電話のみの付き合いとなった。さらに6年後には結婚、夫婦で四月一日との交流を続けている。
マルダシ&モロダシ
声 - こじまかずこ（マル）、望月久代（モロ）
侑子のミセに住む謎の少女達。通称：マル＆モロ。水色の髪のツインテールに悪魔系の服を着ている方がマル、セミロングの桃髪に天使のような服を着ている方がモロ。侑子と本人達は本名をかわいいと気に入っている。魂が無く、ミセの敷地から出られない割にはお調子者。侑子を慕い、四月一日を気に入っている2人のお手伝いさん。ミセを支えるのに必要な存在。常に2人でおり、リアクションもほぼ一緒。一時期は四月一日の前からは姿を消していた。『籠』以降は、四月一日と共に家事全般を手伝っている。
モコナ・ラーグ・モドキ
声 - 菊地美香
黒いモコナ=モドキ。通称黒モコナ。陽気で傲岸不遜な性格だが、時折真面目になる。大食漢で酒豪。様々な不思議な力を持ち、四月一日を助けている。他人の前ではぬいぐるみの振りをする。『籠』以降はマルとモロと共に家事全般を手伝っているが、サボったり足でまといになる事もしばしばある。

五月七日 小羽（つゆり こはね）
声 - 日高里菜
霊感が少々強い少女。10歳前後の様子。四月一日に近い存在で、彼と出会い仲良くなる。テレビなどで霊能師として出演しては、母親に精進料理しか食べさせてもらっておらず、周囲からもほぼ隔離されて育った。自室には服や最低限の家具以外、私物が全くない。父親が家を出て行って以来、母親に名前で呼んでもらっていない。孤独で自虐的な反面、心優しい性格。
実は彼女の払う力は、身体に取り込んでいたサクラの『羽』の影響であり、元々は見る力しかなかった。度重なるバッシングにも母親を助けるために耐えていたが、そのせいで四月一日が傷つき、最早自分の力だけではどうにも出来なくなったため侑子に助けを求め、払う力＝サクラの『羽』を対価に母親と自分の「悪い噂と評価」を消してもらい、見える能力を使いこなせる様にするためと、お互いをちゃんと分かり合うために母と別れて占い師の元へ身を寄せる。
『籠』では中学生に成長し、十字学園中等部へ進学。四月一日の元へも頻繁に足を運んでは、百目鬼と行動を共にすることが多い。数年後は、百目鬼と同じ大学へ進学した民俗学生である。今も母親とは離れて暮らしているが、多少和解はした模様。OVAでは、最終的に夢買いをテーマにした卒業論文を書き、百目鬼と結婚する予定である。
百目鬼 遙（どうめき はるか）
声 - 中井和哉
静の祖父であり、彼が小学5年生の頃に他界した。何度も四月一日の夢の中に現れては、彼の危機を救っている。『籠』でも引き続き夢の中に現れては、四月一日に様々な術や心得を手ほどきしてきた。夢の世界では、着流しとタバコ付きの若い頃の姿である。侑子とも、一度だけ夢の中で直接会った。温厚な性格で表情も柔和である。生前は寺の住職。相当高い霊力を持ち、憑き物落としをしていた。様々な呪術や呪法に通じては、膨大な蔵書に残している。幼い頃の静に、女の子の着物を着せていた張本人。達筆。『ツバサ-RESERVoir CHRoNiCLE-』にも間接的にリンクしている。
百目鬼 清（どうめき さやか）
『籠』最終話に登場する、静の曾孫。四月一日の手料理と酒が好物で、足繁くミセを訪れては、四月一日と呑み喰い、語り合う。容姿や話し方は静に瓜二つであるが、四月一日の言動に対する受け答えは静より素直。コンニャクが嫌い。

### 人間
ツバサ-RESERVoir CHRoNiCLE-の関係者 / 桜（さくら）、小狼（しゃおらん）、黒鋼（くろがね）、ファイ、モコナ（白モコナ）
『ツバサ-RESERVoir CHRoNiCLE-』の登場人物で、モコナ以外はそれぞれ別の世界から来た（小狼とサクラは同じ世界）。モコナは客ではない。異世界を渡る旅をしており、何度か侑子と連絡を取っている。テレビアニメ版には登場していない。
『小狼』（しゃおらん）
『ツバサ-RESERVoir CHRoNiCLE-』の登場人物。小狼達のいる所に行くため、星火（シンフォ）の力で侑子の元へ来る。アニメ版には登場していない。
彩花（あやか）
声 - 仙台エリ
アニメオリジナルキャラクター。四月一日が最初にミセから帰る途中で出会った女子高生。自分は霊感があってよく憑かれると主張し、いつも気分を悪くしている。しかし、四月一日の肩にいたアヤカシの影に全く気が付かなかった。
凛（りん）
声 - 本名陽子
こぐま歯科に勤めている女性。四月一日が最初にミセで遭遇した客。いつからか小指が動かなくなり、侑子のミセに訪れる。そこで症状を抑える指輪をもらい、小指が動かなくなった原因を治すよう言われる。しかし、彼女自身自覚がないまま次第に首や腕まで動かなくなっていき、大通りで汚れた指輪を抜いた途端身体が動かなくなりそのままトラックと衝突し轢死する。（アニメでは駆けつけた四月一日が素早く処置した事で重傷を負いつつも生還している）
ハナハナ
声 - 川村万梨阿
パソコンに耽溺している主婦。“ハナハナ” はハンドルネーム。侑子とは魔法少女+特撮系サイトで知り合い、パソコンをやめたいとメールで依頼してきた。やめたい理由は夫と息子のためとは言っているが、かなりの優柔不断。最終的には侑子にパソコンを物理的に壊してもらう事で依頼を完了してもらうが、その後どうなったかは不明。
なな未（ななみ）
声 - 中村千絵
十字学園に教育実習生として来た女子大生で、専攻は民俗学。昔から強運であったが故に自分の強運を過信している。ミセで見つけた封印された筒を気に入り、侑子から「絶対に開けない」条件で譲り受けた。しかし、ぶつかった拍子に鞄から落ちかけた筒をひまわりが受け取った所為で蓋が開き、願いを叶える度に対価が発生している事を知らないまま使い続け自滅する。
サクラコ＆カオルコ
声 - 氷上恭子（2役）
内気な姉と明るい妹の双子の大学生。言霊使い。姉は出来の良い妹に敵わないと思い卑屈になっていた。最後は侑子によって負の呪縛から解き放たれ、対価として髪を切った。妹のバイト先はバーガーショップDUKLYONで、姉はひまわりがバレンタインの日2人にプレゼントしたチョコレートを売っていた喫茶店。姉妹揃って百目鬼に好意を寄せるも玉砕する。
料理を習いに来た女性の回でも再登場。四月一日から侑子を知っているかどうか問いかけられた際、二人とも「それ、誰？」と返答する。
どちらがどちらの名前なのかは不明。
百合（ゆり）
声 - 野田順子
どこからか侑子の噂を聞きつけ、写っている人物が動く写真をどうにかしてもらおうと思いやって来た。実は、その写真には彼女が写っている女性を突き落とすまでの一連の出来事が写り込んでおり、侑子によって写真自体は消してもらうが、以降は自身が写真やビデオカメラなどの繰り返し見られる媒体に写った場合、写真の出来事が再生されてしまう対価を負った。原作では写真の女性を殺した動機は不明だったが、アニメでは明らかにされている。
蘭（らん）
声 - 川澄綾子
アニメオリジナルキャラクター。
男に絡まれていた所を四月一日に助けられる。以前ミセに来た歯科医（凛）にそっくりな症状。自分が多重交際をしているにもかかわらず、全員に「絶対自分を裏切らないで」と言っては指切りを交わしていた。小指を切られる寸前に四月一日と百目鬼によって救われるも、代わりに交際していた男性達と『縁を』切られた。
櫛村塗絵（くしむら ぬりえ）
声 - 高橋理恵子
小説版オリジナルキャラクター。
侑子に百円ショップへ伊達眼鏡を買いに行かされていた四月一日が交差点で見かけた女性。彼の仲介でミセにやって来る。明らかにそっちの方がいいと分かっていることでも、なぜか敢えて別の行動をとる。
アニメでは名前が「櫛田塗絵」である。
風疾＆陸王（かざはや、りくおう）
声 - 柿原徹也（風疾）、梯篤司（陸王）
2人ともみどり薬局の店員にして、合法ドラッグの主役。2人とも、それぞれの背後に着物を着た女性と長い髪の女性の影（おそらく炯と月湖）が憑いている。
アニメ第二期では、電機店にも勤務している。
占い師
声 - 谷育子
侑子とは旧知の仲らしい老婆。穏やかでおっとりした雰囲気。占い道具は砂盤。酒豪。メールを打つのもかなり早い。母親と別れてからの小羽の保護者であり、同時に占いを教えている師匠。『こばと。』にもリンクしている。
占いの館の占い師
声 - 水沢史絵
占い師の老婆が前にいた場所にいた若い女性。霊能力はまったく無く、コールド・リーディングを駆使した話術を占いと見せかけていただけだった。
老人
四月一日が使いで空の鳥籠を届けに行った骨董屋の主人。実は籠の中には満月の間だけ逢える鳥が入っていた。侑子とも旧知の仲。『籠』で百目鬼が水子を守った対価の煙管盆を取りに行った時は、杖をついてはいたが未だ矍鑠としていた（らしい）。
美絵（みえ）
声 - 飯塚雅弓
四月一日達と同学年の2組の生徒。以前はとても優しくおっとりした性格だったが、ある日突然蟲に取り憑かれて乱暴な性格に豹変する。魂を吸い出された後は抜け殻のようになった。（アニメではまた一から性格形成をやり直せば元に戻る）
茅乃（かやの）
声 - 桑谷夏子
十字学園高等部の1年生。長い髪を片方結んでいる。一人でいる時自宅で変な音や人の気配がする怪奇現象を恐れて侑子に依頼し、魔よけに鈴を持たされる。しかし、次第に怪現象が酷くなっていきその度にたくさんの鈴を持たされるばかりなので苛立っていく。
実は彼女自身が幽霊であり、上記する音や気配は元々住んでいる住人のものだった（お互いに存在は見えていない）。後にお祓いとしてやって来た小羽によって成仏した様子。
五月七日里恵（つゆり さとえ）
声 - 紗ゆり
小羽の母親。娘を有名にして金を稼ぐことに執心したあまり、不倫していた夫に逃げられた。その後は二人を見返すため、小羽をテレビに頻繁に出演させてはその出演料を全て自分の私欲に使っている。周囲に無遠慮な言動をとる。嘘をつかれることを極度に嫌い、自己中心的で猜疑心の強い性格の模様。離婚以来、無意識に自分が不浄なものと決めつけており、娘の名前を呼んでいなかったことや触ろうとしなかった事に気づいていなかった。『籠』では再婚し、引っ越した先は近くに買い物する場所があまり無いため大変なものの、運転免許が取得出来そうなので心配はない（らしい）。
女性（名前不明）
近々結婚するため『料理を習いたい』という依頼でミセにやって来た柔和な女性。豪邸に住んでいる。料理の腕自体は別に普通だったが、彼女が作ったじゃがいもの煮転がしを百目鬼が食べた途端顔を顰め、「誰が作ったのか分からない味」と評価する。（侑子とモコナは普通に食べている）
実は彼女は自分自身が大嫌いで、何よりも『自分』を知りたくない人だった。それを隠すため「自分の周りは気持ち悪いものだらけで、その中にいる自分はもっと気持ち悪い」という理由をつけて自分の作った料理を食べなかった。当の結婚相手もお見合いと数回会っただけのあまりよく知らない人。それを見かねた四月一日が、女性に自分をちゃんと知ってもらう為におむすびを握る会を開くも拒絶。その後も彼が根気強くおむすびを届け続けた結果、込められていた四月一日の『気持ち』に気づき、彼のおむすびを食した後自分でも握って食べてみた結果『自分の中身は上辺が綺麗なだけで虚空』だったと知り涙する。しかし、四月一日の言葉と結婚を断ったはずの相手が「『自分の料理』が出来るまで待ってる」と言ってくれた事で自信を出し、料理を通して『自分探し』をすると決める。
全てが収束後、一緒にいたはずの侑子を見ていないと言ったことから、ある意味で四月一日が侑子の正体を知るきっかけとなった人物。
三味線弾き
四月一日がミセを継いでまもない頃にやって来た、盲目の女性三味線弾き。音が鳴らなくなった三味線を元通りにして欲しいと依頼する。宝物庫にあった「蝶の絵の黒い撥」の以前の持ち主と特別な関係にあった様子。
撥を使って三味線の思いを遂げると、対価にその三味線を置いていくが、多すぎる分として撥の欠片を貰っていった。
事務員（名前不明）
百目鬼が働いている大学の事務員の女性。彼に好意を抱いており、最初は相性占いをしてもらう為にミセにやって来る。実際は百目鬼への憧れが拗れて執着と化しており、彼を振り向かせて付き合うためならば、占いも呪術も納得のいく答えが出るまで厭わないと平然と言い切る。その所為でミセには魂だけの状態でやって来ていた。四月一日がそのままでは『対価』が払えない事と、彼女の思いはもはや『恋』や『愛』とはかけ離れてしまっている事、さらに、そのままの状態で術に頼れば、もう後戻り出来なくなることを告げると、全てを悟ると同時に愕然として消えていき、彼女の本体は百目鬼の寺の前で倒れている所を発見される。
その後四月一日は百目鬼にとびっきりの酒と買ったばかりの袱紗を対価に、魔除けの札を渡した。
二人の女性（名前不明）
ミセを交互に訪れた長髪の女性と、やや年下でウェーブのかかった髪の女性。そのうち長髪の女性は百目鬼の寺の檀家さん。揃いのネコとウサギのマスコットが付いたストラップを携帯に下げている。長髪の女性はミセに来る度にネコのストラップと同じ箇所を怪我して現れ、ウェーブの女性の方のストラップのネコも同じ様に汚れて壊れていく。
二人とも双方を『親友』と呼んでいたが、実際は恋人を取られた腹いせと、それに対する逆恨みからストラップを使ってお互いを呪いあっていた。どちらも周りを自分より見下した性格で、命を軽んずる。最後に長髪の女性がやって来た際ウサギのストラップの首が壊れて落ちるが、そのウサギに当たるウェーブの女性がどうなったかは明らかにされていない。
クロウ・リード
侑子と親交のあった魔術師。本作中において回想以外での登場はないが故人の様子。侑子とお互いの力を認め合い、共同で2体のモコナ＝モドキ（ソエルとラーグ）を作った。飛王・リードや『小狼』の血縁者。四月一日は料理好きな所も含めて彼に容姿が生き写しである。宝物庫に魔力を込めた眼鏡が入った箱を遺しており、後に指ぬきの件で壊れてしまった眼鏡の代わりに四月一日が着用する。
アニメ版には登場しない。元は『カードキャプターさくら』の登場人物。
飛王・リード（フェイワン・リード）
多数の配下を持っている。本作品のアニメ版には登場しない。詳しくはツバサ-RESERVoir CHRoNiCLE-の登場人物#玖楼国（くろうこく）／クロウ国を参照。

### 幽霊
少女（名前不明）
声 - 能登麻美子
紫陽花の下で泣いていた少女。弱虫で寂しがり屋。孤独に耐え切れず四月一日と共に「あっち」に行こうとする。一年前から行方不明になっていた子で、遺体は紫陽花の下に埋められていた。最初、彼女が四月一日を連れていこうとしたのは良くない霊達が集まる場所で、紫陽花の精霊達が穢れを覚悟で必死に引き止めていた。四月一日があらかじめ貰っていたひまわりの髪のリボンと百目鬼の力で引き上げられ、遺体は家族の元へ帰った。
少年（名前不明）
声 - 川上とも子
四月一日が小学6年の時、アヤカシに追われている四月一日を助けて以来、彼と友達になった。既に故人であり、4月1日が彼の成仏する日だった。御守りとして自分の遺骨を渡し去っていく。
赤ん坊
四月一日が、ある筋から「迎えが来るまで」守ってくれるよう依頼された霊。無垢な魂故と一人の寂しさから、アヤカシまで呼び寄せてしまう危険性を孕んでいる。コレらは四月一日と百目鬼の助力でなんとか退けられ、そして再び産まれてくる時を待つ。対価は骨董屋に置かれていた煙管盆。
着物の女性（名前不明）
紫陽花が咲くミセの庭で、『蛇の目』という覗かれないための札を貼った和傘を手に、泣いていた女性。四月一日が貼る位置を間違えていた札を直してやると、逢い引きの相手らしき書生風の男性が現れ、御礼を言いながら彼と共に傘を対価に消えていく。
窓辺の女性（名前不明）
ある古びた洋館の二階の窓辺にたたずむ女性。四月一日がその敷地の井戸に水を汲みに来た時に見かけて、夏なのに二日も同じ服を着てることを不審に思われる。実は死体で、厳密には幽霊ではない。夏なのにまったく腐敗もせず異臭もしなかった。百目鬼によれば、現代人は防腐剤や合成着色料を含んだ食物を毎日とっているため、それが蓄積して亡くなっても腐敗しないとのこと。亡くなった時期、死因、素性も全く明かされなかった。

### 人外
アヤカシ
世の中のオカルト現象の原因となるモノ。幽霊や妖怪とは別物。普通の人には見えず、異色眼の持ち主などくらいしか見ることができない。姿はドロっとした煙状のモノから人の腕のようなモノなど様々。
マヤカシ
異色眼の持ち主であり物理学者である化町婆裟羅（ばけまち ばさら）が、その左目で見ることが出来る存在。アヤカシに似た存在らしいが、その正体は不明（今の所は小説のみの設定である）。
狐の親子
声 - 古川登志夫（親）、小林由美子（子）
おでんの屋台を営んでいる親子。霊能力や魔力の強い者にしか屋台も彼らも見えないらしい。侑子とは随分前に知り合った仲。おでんの味は絶品。
特に子狐の方は出番が多く、最初は百鬼夜行で四月一日の不注意により正体がバレてしまった時は、貰った破邪矢を見せて取りなした為に事なきを得、『籠』では父親に新しい前かけを買うための小遣い算出に、四月一日から鈴カステラの作り方を教わる。
座敷童
声 - 武藤寿美
普段は霊山に住んでいる、邪気に弱い妖怪。とても純情かつ健気な大和撫子。四月一日が大好きで、バレンタインデーには、百目鬼の魂ごと取り出したチョコを手渡した（アニメではおはぎでお中元）。そのお礼は、羽根の付いたヘアピン（台紙には「Piffle Princess」と書かれている）である。彼女の心臓を食べると寿命が100年延びるらしく、人ならぬ者の世界では貴重な存在。
『戻』では体内に邪気を蓄積し続けたため心身ともに衰弱し、「呪哥(シュカ)」と呼ばれる持ち主の願いを叶える呪具になりかかっている。
鴉天狗
声 - 長島雄一（キース）、藤田圭宣（エリック）、保村真（ジミー）、ゆきじ（ジェフ）、山口登（ブライアン）
座敷童と共に霊山に住む妖怪。キューピーに似た風貌の者が数人おり、座敷童を泣かせる奴には事情も聞かずに容赦がなく、手に持ったハリセンを繰り出す。座敷童を過保護にしているのか、当の本人の話をあまり聞かない。彼女をよく泣かせるとして四月一日を目の敵にしているが、座敷童が彼の右目を取り返すため女郎蜘蛛に捕まった時は、大事な天狗の大団扇を対価に渋々ながらも助けを乞いに来た。
それぞれの名前はアニメ版のスタッフが名付けた（※しかも由来は、世界的に有名なギタリストの名前から）。
雨童女（アメワラシ）
声 - 矢島晶子
雨を司るモノ。妖怪より格上の存在で、アヤカシ呼ばわりを嫌がる。水色の髪。かなり強気で強引な性格。ゴスロリな服装。
座敷童と仲が良いらしく、原作及びアニメでは時々彼女の付き添いをしている。第二期ではアニメ知識があるらしく「タチコマないの」と尋ねるシーンがある。TVアニメでは朱色の髪をしていたが、OVAでは原作通り水色に変更された。
無月（むげつ）
以前は雨童女の許にいた管狐で、紫陽花の件の対価としてミセにやって来る。霊力が強い。普段は侑子の煙管入れの中で飼われている。四月一日が大好きで懐いており、実質彼の使い魔のような存在。女郎蜘蛛のことが大嫌い。普段は細長い体形をしているが、緊急時には九尾の狐に似た姿になり、その時は口から狐火を吐く。この姿になった時は百目鬼の寺や霊山などの清浄な場所まで行かないと元に戻れない。
長い間名前が無かったが、四月一日から『無月』という名を貰う。
蟲（コ）（アニメ版では羽）
抑制力を失いたいと強く思っている人に寄生し、抑制心を麻痺させ、その人から魂を吸い出す羽。その羽は寄生した人が抑制心を失うたびに大きくなり、魂を吸い出した後は寄生した人から離れ、飛び立つ。作中では最初美絵に取り憑き、魂を奪って彼女から離れた後は四月一日を餌にしようとするが、彼を守るために変身した無月によって羽を毟られ焼き殺される。
実は飛王・リードによって創られた存在であるため、アヤカシではない（アニメではアヤカシ）。原作では侑子が飛王の居場所を突き止めるべく、蟲の一つを掴まえて式神に変え、追跡に使用している。
灯（あかり）
声 - 雨蘭咲木子
宝物庫にあった写真立てから現れた鬼灯を持った猫っぽい妖怪。酒豪で、侑子とは旧知の仲。百鬼夜行の参加者に鬼灯を配っている。鬼灯は道しるべの明かりの他、参加者のみが貰える甘露の容器でもある。
女子高生達
四月一日達がひまわりの頼みでやって来た学校の屋上で、エンジェルさんをやっていた3人の生徒。正体は学校の生徒達の『悪気のない邪気』が集まって出来た残留思念である。四月一日が女子高生達の正体に気づいた直後、彼を突き落とすが、寸前で大蛇の霊に潰され消失する。
繭子（まゆこ）
声 - 玉川紗己子
侑子が一時留守にしていた時、四月一日が出会った女性。自身の子を失った寂しさから四月一日に近づき、彼の良き話し相手となるが･･････
侑子は正体を知っている様子。
大蛇
四月一日達がひまわりの頼みでやって来た学校一帯を守護する大蛇の霊。エンジェルさんと生徒達の残留思念によって住処を荒らされた怒りと、四月一日の『血』に惹かれる形で姿を現す。元凶の思念を潰してからも怒りが収まらなかったが、侑子が差し出した「耳」を代わりに取り込んで満足し消失する。
ハサミ
四月一日が最初にミセに泊まった際、夜、爪切りをしていた所へ出現したハサミの先端だけのアヤカシ。首を切られる寸前に四月一日が気配を察知して振り返り、その後駆け付けた侑子が差し出した椿の枝を切って消える。「夜、爪を切っていると親の死に目にあえない」という言い伝えの元になったものと思われる。
本の虫
ひまわりが百目鬼から貸して欲しいと頼まれた文庫本から出現した、文字で出来た小さな龍のようなアヤカシ。古書や呪符に書かれた古い文字が大好物で、文字を食べられた書物はページが白紙になる。百目鬼が四月一日の右目を取り戻す方法を探して祖父の遙が残した蔵の古書を探っていた所、その方法が書かれたページの文字を食べ出し、さらには所構わず古書の文字を食い荒らそうとする。そこへやって来た侑子が、百目鬼から了承を得て蔵の四方に貼られた魔除けの札（これも祖父が書いたもの）を食べさせると、結界を体内に取り込んだ状態になり、尻尾から糸につつまれて繭になり動かなくなってしまう。しかし肝心の本はページが消え、ひまわりの本も文字がバラバラになってしまった。
桜の霊
四月一日が小羽と知り合った日、彼女が見上げていた公園の桜の樹木に宿っていた霊。巫女風の衣装の上に十二単らしい着物を着た下半身だけが登場している。桜の樹が好きでそこに留まっていたが、樹木自体は既に寿命だった。四月一日の計らいで百目鬼の寺の桜に移住するが、彼の読経だけでは存分な供養が出来ていなかったらしく、侑子に依頼して催された弔い麻雀によって成仏する。
猫娘
声 - 千葉紗子
金魚が好きな猫妖怪。ウォレットチェーンを付け、ブーツや編み上げのサンダルを履いたパンク系の格好をしている。情報屋でもあり、人ならぬ世界では情報通。座敷童と懇意にあるようであり、彼女自身も四月一日の眼を欲しがっていた。
女郎蜘蛛
声 - 冬馬由美
蜘蛛を統べるもの。四月一日の眼を奪った蜘蛛は彼女の眷属。見た目は露出度の高い服装をした妖艶な女性。貴腐ワインが好き。伸縮自在の蜘蛛の糸と鋭利な爪を操り、強い邪気を発する。自己犠牲精神が嫌い（※原因は恐らく八百比丘尼の影響）。四月一日の右目を食べ、その4年後には八百比丘尼と親しくなった様子。四月一日が対価に貰った三味線も気に入っている。真珠の対価として祓具となる桃木で出来た指ぬきを寄越し、後に誕生日祝いとして百目鬼に与えられた。
八百比丘尼（やおびくに）
女郎蜘蛛から「『赤い真珠』を探して欲しい」という依頼を受けた先で知り合った、ウェーブのかかった髪の女性。当初はハナハナが住んでいたマンションの最上階角部屋においてもらっており、同居人の男性からは暴力を振るわれていた。
不老不死のため歳を取らず（髪の長さも伸縮自在）、怪我をしてもその場ですぐ治せるが、その所為でかつて付き合っていた男性に逃げられて以来、人前では普通の人のように振る舞っていた。上記する同居人の暴力も、彼女の不老と異様な治癒力を恐れる恐怖心からくるものである。また、一緒にいた相手が死ぬと赤い血の涙を流し、その涙が凝縮したものが『赤い真珠』となる。自分がどれだけ傷付いて苦しんでも、なお一緒にいてくれる人を探し続けていた。依頼の件以降は女郎蜘蛛と一緒に暮らしている様子。
雷獣
声 - 永井一郎
外見だけはかわいらしいぬいぐるみだが、実は雷を司るモノ。声と口調は年寄り染みている。心が狭い模様。侑子とは知り合いで、噂で四月一日のことも知っていた。
夢カイ
声 - 坂口哲夫
夢を買って夢を飼うのを生業としている、バクみたいなモノ。関西弁口調でいかにも商売上手そうだが、侑子の交渉術には敵わない。
蒲公英（たんぽぽ）
侑子が四月一日に渡した卵から生まれた黄色い鳥。大きさはセキセイインコ程で、容姿はオカメインコに似ている。四月一日がひまわりの幸せを願った形で“生まれた”ものであって、彼女の影響を全く受けない。名付け親は四月一日。元々はツバサの世界でサクラが対価として取って来たものだった（アニメでは使われていない井戸から水を汲む対価として猫娘が持って来た）が、転送された際、卵はいつの間にか2つに増えていた。もう一つの卵は侑子が清め、百目鬼→彼の曾孫（清）の手に渡る。
羅宇屋（らうや）
ウサギの羅宇屋（煙管の手入れを生業とする行商人）。ずんだ餅が好きな様子。美人に弱い。
三味線
盲目の三味線弾きが持って来た椿模様の三味線。胴に雌猫の腹の皮が使われている。四月一日の夢見の中では分かりやすいように持ち主の姿を取っていた（瞳はネコ）。黒い蝶の撥をずっと待っていた。依頼後は対価としてミセに置かれるが、気まぐれなネコらしく時々宝物庫から抜け出している様子。四月一日にも小唄を教えている。
蝶の撥
宝物庫にあった蝶の絵が付いた黒い三味線の撥。付喪神は黒い着物の男性。
ミセに来た時には既に寿命だった様で、三味線弾きが使用した直後壊れてしまった。そのうち蝶の絵は三味線に、欠片の一つは三味線弾きに渡る。
幣串（へいぐし）
百目鬼の教授が別の教授から預かったバラバラになった幣串。付喪神は、古風な口調でしゃべる童子姿。非常に由緒ある建物の幣串で、かなり大切にされていた。

## 映画

### アニメ映画
Production I.G製作、松竹配給による『劇場版xxxHOLiC 真夏ノ夜ノ夢』が2005年8月20日に公開された。『劇場版ツバサ・クロニクル 鳥カゴの国の姫君』と同時上映。
ストーリー
謎めいた館に招かれた侑子と7人のコレクター達。しかし、コレクター達は次々と姿を消していく。果たして館の主の目的は?
登場人物
メインキャラはメインキャラクターを参照。
- 劇場版ゲストキャラクター
  - 神宮寺亜弥（依頼人）
  - 館の主
  - オークション参加者（オークション参加者の名前は以下のとおり。カッコ内は各人が収集している物）
    - 大岩大吉（扇子）
    - 鋳屋充則（本の背表紙）
    - 兼田裕（鋳造貨幣）
    - 原伝造（ティースプーン）
    - 厚目妙（壷）
    - 保志伊織（香水瓶）
    - 新井花之（邦画ポスター）

- 声の出演
  - 松尾佳子、柚木涼香、松野太紀、楠見尚己、喜多川拓郎、平川大輔、ふくまつ進紗、小阪由佳、峰あつ子、矢尾一樹

スタッフ
- 監督・絵コンテ・演出 - 水島努
- 脚本 - 櫻井圭記、藤咲淳一
- キャラクターデザイン・作画監督 - 黄瀬和哉
- 小物設定 - 植田実
- 美術設定 - 渡辺隆
- 美術監督 - 平田秀一
- 色彩設定 - 吉田小百合
- 動画チェック - 市万田千恵子
- 撮影監督 - 江面久
- 編集 - 濱宇津妙子
- 音楽 - 斉藤恒芳
- 音響監督 - 若林和弘
- プロデューサー - 岩崎善浩、関純二、川口徹、白濱なつみ、堂下律明、渡辺哲也、鹿野郁子
- アニメーション制作 - Production I.G
- 製作 - 松竹、講談社、Production I.G、日本出版販売、ムービック、電通、パイロテクニスト
- 配給 - 松竹

主題歌
「サナギ 〜theme from xxxHOLiC the movie〜」
作詞・作曲・歌 - スガシカオ

### 実写映画
『ホリック xxxHOLiC』のタイトルで2022年4月29日に公開。監督は蜷川実花、主演は神木隆之介と柴咲コウ。
キャスト
- 四月一日君尋：神木隆之介
- 壱原侑子：柴咲コウ
- 百目鬼静：松村北斗
- 九軒ひまわり：玉城ティナ
- 美咲：趣里
- マルダシ：DAOKO
- モロダシ：モトーラ世理奈
- 猫娘：西野七瀬
- 女性客A：大原櫻子
- 女性客B：てんちむ
- 座敷童：橋本愛
- アカグモ：磯村勇斗
- 女郎蜘蛛：吉岡里帆

スタッフ
- 原作：CLAMP『XXXHOLiC』（講談社『ヤングマガジン』連載）
- 監督：蜷川実花
- 脚本：吉田恵里香
- 音楽：渋谷慶一郎
- 製作：髙橋敏弘、佐野真之、小西啓介、玉井雄大、金谷英剛、松本智、井田寛、藤倉博、鵜野久美子、西野亮廣
- エグゼクティブプロデューサー：吉田繁暁
- プロデューサー：池田史嗣、宇田充
- 共同プロデューサー：秋吉朝子
- アヤカシサウンドデザイン：evala
- 声明：藤原栄善
- 撮影：相馬大輔
- 照明：佐藤浩太
- 美術監督：Enzo
- 美術：後藤レイコ
- 装飾：前田陽
- 録音：石寺健一
- 音響効果：井上奈津子
- 編集：小池義幸
- スタイリングディレクター：長瀬哲朗
- ビューティーディレクター：冨沢ノボル
- 視覚効果：石井教雄
- アクションコーディネーター：富田稔
- スクリプター：永倉美香
- 音楽プロデューサー：高石真美
- 宣伝プロデューサー：笹部優子
- ラインプロデューサー：鈴木嘉弘
- 制作担当：松村隆司、前村祐子
- 助監督：川村直紀
- 助成：文化庁
- 制作プロダクション：ドラゴンフライエンタテインメント、はちのじ
- 製作幹事・配給：松竹、アスミック・エース
- 製作：映画「ホリック」製作委員会（松竹、アスミック・エース、ハピネットファントム・スタジオ、DOKUSO映画館、講談社、ラッキースター、松竹ブロードキャスティング、ドラゴンフライエンタテインメント、はちのじ、CHIMNEY TOWN）

主題歌
「Habit」（ユニバーサル ミュージック）
歌 - SEKAI NO OWARI

## テレビアニメ
第一期『xxxHOLiC』は2006年4月から同年9月までTBS系列、BS-i、キッズステーションで放送された。
第二期『xxxHOLiC◆継』（ホリック ケイ）は、2008年4月から6月まで第2期として放送された（スタッフ・キャストは同様）。ストーリー構成が数話またがる場合には前話のショート解説が入る。

### スタッフ
- 原作 - CLAMP[6][7]
- 監督 - 水島努[6][7]
- シリーズ構成 - 横手美智子、大川緋芭（CLAMP）[6][7]
- キャラクターデザイン - 黄瀬和哉[6]
- キャラクターデザイン／総作画監督 - 黄瀬和哉（継）
- 小物デザイン - 植田実[6][7]
- 美術監督 - 小倉宏昌[6][7]
- 色彩設定 - 広瀬いづみ[6]→佐藤真由美（継）[7]
- 撮影監督 - 小西庸平[6]
- 編集 - 濱宇津妙子（1期）[6]→植松淳一（継）
- ビデオ編集 - キュー・テック
- 現像 - IMAGICA
- 音響監督 - 若林和弘[6][7]
- 音響制作 - フォニシア
- 音楽 - S.E.N.S. Project
- 音楽製作 - BMG JAPAN、AUGUSTA RECORDS
- プロデューサー - 中山佳久、岩崎豊明、松下卓也、須藤奈穂美、森下勝司、太布尚弘、鹿野郁子
- エグゼクティブ・プロデューサー - 大川七瀬
- アニメーションプロデューサー - 川口徹
- アニメーション制作 - Production I.G[6][7]
- 制作協力 - BMG JAPAN、講談社、キッズステーション、Production I.G、ムービック、パイロテクニスト
- 製作 - TBS・アヤカシ研究会[6]

### 主題歌
第1期
オープニングテーマ「19才」
作詞・作曲・歌 - スガシカオ
エンディングテーマ
「Reason」（第1話 - 第13話、外伝）
作詞 - 高山奈帆子 / 作曲 - 川口潤 / 歌 - Fonogenico
「蜉蝣 -かげろう-」（第14話 - 第23話）
作詞 - 櫻井敦司 / 作曲 - 今井寿 / 編曲・歌 - BUCK-TICK

第2期
オープニングテーマ「NOBODY KNOWS」
作詞・作曲・歌 - スガシカオ
エンディングテーマ「Honey Honey feat. AYUSE KOZUE」
作詞 - Naoki Takada&Ayuse / 作曲 - Naoki Takada,Shintaro"Growth"lzuts&Ayuse / 歌 - SEAMO

### 各話リスト
1期ではサブタイトルは全て片仮名4文字表記になっている（9話はキの字が赤字）。『継』ではサブタイトルは「漢字2文字　カタカナ」表記になっている。
| 話数        | サブタイトル    | 脚本       | 絵コンテ          | 演出         | 作画監督                |
| xxxHOLiC    | xxxHOLiC        | xxxHOLiC   | xxxHOLiC          | xxxHOLiC     | xxxHOLiC                |
| ----------- | --------------- | ---------- | ----------------- | ------------ | ----------------------- |
| 1           | ヒツゼン        | 横手美智子 | 水島努            | 水島努       | いずみひろよ            |
| 2           | キョゲン        | 櫻井圭記   | 我妻薫            | 馬場誠       | 我妻薫                  |
| 3           | エンゼル        | 水島努     | 岩崎太郎          | 岩崎太郎     | 谷口淳一郎              |
| 4           | ウラナイ        | 横手美智子 | 湖山禎崇 葛谷直行 | 寺沢伸介     | 石丸賢一                |
| 5           | シリトリ        | 櫻井圭記   | 向中野義雄        | 向中野義雄   | 松本朋之                |
| 6           | タンデキ        | 平見瞠     | 湖山禎崇          | 湖山禎崇     | 植田実                  |
| 7           | アジサイ        | 大川緋芭   | 水島努            | 馬場誠       | 浦和文子                |
| 8           | ケイヤク        | 横手美智子 | 岩崎太郎          | 岩崎太郎     | 谷口淳一郎              |
| 9           | ユビキリ        | 櫻井圭記   | 松園公            | 寺沢伸介     | 中野涼子                |
| 10          | トモシビ        | 横手美智子 | 向中野義雄        | 岩永悦宜     | 松本朋之                |
| 11          | コクハク        | 平見瞠     | 常盤一郎          | 筑紫大介     | いずみひろよ            |
| 12          | ナツカゲ        | 大川緋芭   | 湖山禎崇          | 湖山禎崇     | 植田実                  |
| 13          | ヘンボウ        | 櫻井圭記   | 佐藤豊            | 馬場誠       | 浦和文子                |
| 14          | フウイン        | 横手美智子 | 福冨博            | 黒田幸生     | 野本正幸                |
| 15          | カイホウ        | 横手美智子 | 松園公            | 寺沢伸介     | 石丸賢一                |
| 16          | サイカイ        | 平見瞠     | 岩崎太郎          | 岩崎太郎     | 谷口淳一郎              |
| 17          | ジショウ        | 大川緋芭   | 岩永悦宜          | 渡辺正彦     | 松本朋之                |
| 18          | ホオズキ        | 水島努     | 水島努            | 水島努       | いずみひろよ 谷口淳一郎 |
| 19          | リフジン        | 櫻井圭記   | 湖山禎崇          | 湖山禎崇     | 植田実                  |
| 20          | アガナイ        | 大川緋芭   | 福冨博            | 黒田幸生     | 野本正幸                |
| 21          | ツメキリ        | 平見瞠     | 湖山禎崇          | 渡辺正彦     | 松本朋之                |
| 22          | ユウワク        | 横手美智子 | 松園公            | 寺沢伸介     | 寺沢伸介                |
| 23          | センタク        | 横手美智子 | 水島努            | 水島努       | 谷口淳一郎              |
| 外伝        | ツイオク        | 櫻井圭記   | 岩崎太郎          | 岩崎太郎     | 植田実                  |
| xxxHOLiC◆継 |                 |            |                   |              |                         |
| 1           | 蜘蛛 クモノス   | 横手美智子 | 水島努            | 水島努       | 谷口淳一郎              |
| 2           | 左眸 ヒダリメ   | 横手美智子 | 山本靖貴          | 山本靖貴     | いずみひろよ            |
| 3           | 朋分 ハンブン   | 横手美智子 | 井伊富美          | 水島努       | 黄瀬和哉                |
| 4           | 夢買 ユメカイ   | 大川七瀬   | 佐山聖子          | 筑紫大介     | 中野りょうこ            |
| 5           | 由縁 コハネ     | 大川七瀬   | 寺澤伸介          | 寺澤伸介     | 植田実                  |
| 6           | 平和 コノハナ   | 谷村大四郎 | ひいろゆきな      | ひいろゆきな | 畑智司                  |
| 7           | 水猫 ミズクミ   | 櫻井圭記   | 福冨博            | 遠藤晋       | 原由美子                |
| 8           | 鈴音 ササヤキ   | 平見瞠     | 山本靖貴          | 山本靖貴     | いずみひろよ            |
| 9           | 流噂 フウヒョウ | 横手美智子 | 福冨博            | 渡辺正彦     | 小谷杏子                |
| 10          | 不戻 キヅキ     | 横手美智子 | 寺澤伸介          | 寺澤伸介     | 寺澤伸介                |
| 11          | 秘事 ヒトリ     | 大川七瀬   | 山本靖貴          | 山本靖貴     | 中村光宣                |
| 12          | 真実 ホントウ   | 大川七瀬   | 水島努            | 水島努       | 黄瀬和哉                |
| 外伝        | 報恩 オカエシ   | 谷村大四郎 | ひいろゆきな      | ひいろゆきな | 加納綾                  |

### 放送局
| 放送地域   | 放送局             | 放送期間                 | 放送日時           | 放送系列       | 備考                      |
| 第1期      | 第1期              | 第1期                    | 第1期              | 第1期          | 第1期                     |
| ---------- | ------------------ | ------------------------ | ------------------ | -------------- | ------------------------- |
| 関東広域圏 | 東京放送           | 2006年4月6日 - 9月28日   | 木曜 25:25 - 25:55 | TBS系列        | 製作局                    |
| 近畿広域圏 | 毎日放送           | 2006年4月15日 - 10月21日 | 土曜 27:25 - 27:55 | TBS系列        | アニメシャワー 第4部      |
| 北海道     | 北海道放送         | 2006年4月22日 - 10月14日 | 土曜 26:10 - 26:40 | TBS系列        |                           |
| 福岡県     | RKB毎日放送        | 2006年4月22日 - 10月14日 | 土曜 26:45 - 27:15 | TBS系列        |                           |
| 宮城県     | 東北放送           | 2006年4月25日 - 10月17日 | 火曜 26:00 - 26:30 | TBS系列        |                           |
| 日本全域   | BS-i               | 2006年4月27日 - 10月12日 | 木曜 24:30 - 25:00 | TBS系列 BS放送 |                           |
| 中京広域圏 | 中部日本放送       | 2006年4月28日 - 10月6日  | 金曜 27:10 - 27:40 | TBS系列        |                           |
| 日本全域   | キッズステーション | 2006年5月6日 - 10月14日  | 土曜 22:00 - 22:30 | CS放送         | 製作協力 リピート放送あり |
| 第2期      |                    |                          |                    |                |                           |
| 関東広域圏 | 東京放送           | 2008年4月3日 - 6月26日   | 木曜 25:25 - 25:55 | TBS系列        | 製作局                    |
| 中京広域圏 | 中部日本放送       | 2008年4月10日 - 7月3日   | 木曜 27:00 - 27:30 | TBS系列        |                           |
| 近畿広域圏 | 毎日放送           | 2008年4月19日 - 7月26日  | 土曜 27:25 - 27:55 | TBS系列        | [ 注 35 ]                 |
| 日本全域   | BS-i               | 2008年4月24日 - 7月17日  | 木曜 24:30 - 25:00 | TBS系列 BS放送 |                           |
| 日本全域   | キッズステーション | 2008年5月5日 - 7月28日   | 月曜 24:00 - 24:30 | CS放送         | 製作協力 リピート放送あり |

| TBS 木曜25:25枠               | TBS 木曜25:25枠 | TBS 木曜25:25枠      |
| 前番組                        | 番組名          | 次番組               |
| ----------------------------- | --------------- | -------------------- |
| BLACK CAT                     | xxxHOLiC        | 009-1                |
| 逮捕しちゃうぞ フルスロットル | xxxHOLiC◆継     | ひだまりスケッチ×365 |

### WEBラジオ
『RADIO xxxHOLiC◆継』とは、2008年6月6日 - 2008年8月15日まで隔週金曜日に、音泉にて配信されたラジオ番組である。パーソナリティは大原さやか、菊地美香。ゲストは、こじまかずこ（第2回）・中井和哉（第3回）・福山潤（第4回）・日高里菜（第5回）。

### 他作品とのリンク
アニメ版では『ツバサ-RESERVoir CHRoNiCLE-』や、その他作品との直接的な関連はぼかされている。さらに、ひぐちアサの漫画『おおきく振りかぶって』ともさりげなく絡ませている。『ツバサ・クロニクル』第1シリーズ第2話では、侑子をはじめとした各主要キャラクターが、その他の場面でも何度か侑子が（第2シリーズにおいても）登場している。『こばと』第17話では、四月一日が登場している。近代麻雀には、侑子・モコナ・四月一日が登場している。
CLAMPがProduction I.G.と共同で原作を担当したアニメ『BLOOD-C』では、テレビアニメ版に四月一日のメッセンジャーとして彼の言葉をしゃべる犬が、その完結編である劇場アニメ版に店の店主として四月一日が、それぞれ登場している。

## オリジナルアニメーションDVD

### xxxHOLiC春夢記
『xxxHOLiC春夢記』（ホリック しゅんむき）とは、xxxHOLiCコミック単行本第14巻と第15巻の初回限定版に同梱されている前後編OAD。ツバサ春雷記ともリンクしている。後に、xxxHOLiC・戻コミック単行本第1巻の特装版にもHD画質にて同梱された。
スタッフ
- 原作 - CLAMP
- 監督 - 水島努
- シリーズ構成 - 大川七瀬（CLAMP）
- キャラクターデザイン・総作画監督 - 黄瀬和哉
- 美術監督 - 小倉宏昌
- 美術設定 - 荒井和浩
- 小物設定 - ウエタミノル
- 色彩設定 - 佐藤真由美
- 撮影監督 - 小西庸平
- 編集 - 植松淳一
- 音響監督 - 若林和弘
- 音楽 - S.E.N.S.Project
- プロデューサー - 松下卓也、網川順一
- アニメーションプロデューサー - 川口徹
- アニメーション製作 - PRODUCTION I.G
- 製作 - 講談社

主題歌
オープニングテーマ「sofa」
作詞・作曲・歌 - スガシカオ / 編曲 - 亀田誠冶
エンディングテーマ「CHERISH」
作詞 - AZU+eiliysh / 作曲 - KAZUHIKO MAEDA / 編曲 - TOHRU WATANABE & KAZUHIKO MAEDA / 歌 - AZU

### xxxHOLiC・籠
『xxxHOLiC・籠 〜XXXホリック・ロウ〜』とは、xxxHOLiCコミック単行本第17巻初回限定版に同梱されたOAD第2弾。後に、後述する『あだゆめ』と共に、xxxHOLiC・戻コミック単行本第2巻の特装版にもHD画質にて同梱された。
教授（声 - 田中秀幸）、狐憑きの母（声 - 八十川真由野）、狐憑きの父（声 - 星野充昭）、狐憑きの女（声 - 大原さやか）が登場。
スタッフ
- 原作 - CLAMP『xxxHOLiC』（講談社『ヤングマガジン』連載）
- 監督 - 水島努
- 脚本 - 大川七瀬（CLAMP）
- キャラクターデザイン・総作画監督 - 黄瀬和哉
- 作画監督 - いずみひろよ
- 美術監督 - 小倉宏昌
- 撮影監督 - 小西庸平
- 小物設定 - 植田実
- 美術設定 - 荒井和浩
- 動画検査 - 吉田一枝
- 色彩設定 - 佐藤真由美
- 編集 - 植松淳一
- 音響監督 - 若林和弘
- 音楽 - S.E.N.S.Project
- アニメーション制作 - Production I.G
- 製作 - 講談社

エンディングテーマ「風（かざ）なぎ」
作詞・作曲・歌 - スガシカオ

### xxxHOLiC・籠 あだゆめ
『xxxHOLiC・籠 あだゆめ 〜XXXホリック・ロウ〜』とは、単行本第19巻初回限定版に同梱されたOAD第3弾。
百目鬼篠（声 - 田中敦子）、アヤカシ（声 - 井上剛）、壱原侑子（声 - 大原さやか）が登場。
スタッフ
メインスタッフは『籠』と同様。
- 監督 - 水島努
- 脚本 - 大川七瀬（CLAMP）
- コンテ・演出 - 水島努、ひいろゆきな
- キャラクターデザイン・総作画監督 - 黄瀬和哉
- 作画監督 - いずみひろよ、黒岩裕美

オープニングテーマ「あだゆめ」
作詞・作曲・歌 - スガシカオ
エンディングテーマ「「ごめんね。」」
作詞・作曲・歌 - Tiara

## テレビドラマ
『CLAMPドラマ ホリック〜xxxHOLiC〜』のタイトルで、2013年2月24日から4月14日までWOWOWプライムにて放送されていた日本のテレビドラマ。全8話。百目鬼とひまわりが幼馴染みになってるなど、登場人物の関係や立ち位置が微妙に異なっている。

### キャスト
壱原 侑子 - 杏
四月一日 君尋 - 染谷将太（幼少期：小山颯）
百目鬼 静 - 東出昌大
九軒 ひまわり - 宮﨑香蓮（幼少期：原菜乃華）
医師 - 竹中直人
女郎蜘蛛 - 安達祐実
マル - 川島鈴遥 / モロ - 畠山紬

### ゲスト
第1話
- 宍戸 美也 - 佐藤めぐみ
- カフェ店員 - 安藤聖
- アンケート調査員 - 隅倉啓美
- アヤカシ - 飯島緋梨（第3話にも登場）、継田淳
- 四月一日の母 - 河井青葉（第3話にも登場）

第2話
- 津田 正仁 - 木村了
- 警官 - 日向丈
- 刑事 - なかみつせいじ、松林慎司
- アヤカシ - 松本凌

第3話
- 鐘撞き場の幽霊 - 鈴木咲子
- ツバキ - 小学生時代：伊藤星 / 高校生時代：戸井智恵美

第4話
- 雨童女 - 森川葵（第5・最終話にも登場）
- 千景 - 中村ゆりか
- セリカ - 夏緒
- コトネ - 滝澤史

第5話
- 会田 沙織 - 小林里乃
- ナース - 橋本麗香

第6話
- 娼婦たち - モデルガールズ（第7話にも登場）

第7話
- ひまわりの祖母 - 長内美那子
- 老神主 - 綾田俊樹

### スタッフ（テレビドラマ）
- 原作 - CLAMP『xxxHOLiC』（講談社刊）
- 脚本・監督 - 豊島圭介、継田淳
- 音楽 - 森野宣彦
- 主題歌 - スガシカオ「アイタイ」（スピードスターレコーズ）
- エンディング曲 - chay「You tell me」（ワーナーミュージック・ジャパン）
- 撮影監督 - 長野泰隆（J.S.C.）
- スクリプター - 井手希美
- 助監督 - 井上雄介
- オープニング&VFX - 石田肇
- 衣装ディレクション - 一ツ山佳子（FEMME）
- 特殊メイク・造型 - 江川悦子
- アクションコーディネーター - 森﨑えいじ
- 振付 - 野村涼子
- プロデューサー - 片桐大輔、松永綾、中林千賀子
- 制作協力 - Booster Project
- 製作著作 - WOWOW

### サブタイトル
| 各話   | 放送日        | サブタイトル   | 脚本            | 演出     |
| ------ | ------------- | -------------- | --------------- | -------- |
| 第1話  | 2013年2月24日 | 縁             | 継田淳          | 豊島圭介 |
| 第2話  | 2013年3月03日 | 対価           | 継田淳          | 豊島圭介 |
| 第3話  | 2013年3月10日 | 百物語         | 豊島圭介 継田淳 | 豊島圭介 |
| 第4話  | 2013年3月17日 | エンジェルさん | 豊島圭介 継田淳 | 継田淳   |
| 第5話  | 2013年3月24日 | 紫陽花         | 継田淳          | 継田淳   |
| 第6話  | 2013年3月31日 | 女郎蜘蛛       | 豊島圭介 継田淳 | 豊島圭介 |
| 第7話  | 2013年4月07日 | ひまわり       | 継田淳          | 豊島圭介 |
| 最終話 | 2013年4月14日 | 蝶             | 継田淳          | 豊島圭介 |

- 第2話はドラマW『レディ・ジョーカー』が初回15分拡大放送のため23:15 - 23:45放送。

## 舞台
『演劇調異譚「xxxHOLiC」』のタイトルで、2021年9月17日から26日まで東京都 天王洲 銀河劇場、10月1日から3日まで京都府 京都劇場にて上演された。
また続編が『演劇調異譚「xxxHOLiC」-續-』のタイトルで、2023年4月7日から16日まで東京都 天王洲 銀河劇場にて上演された。当初は2023年4月7日から23日まで東京都 天王洲 銀河劇場、4月28日から5月7日まで兵庫県 AiiA 2.5 Theater Kobeにて上演される予定であったが、4月11日公演は公演関係者の体調不良により中止、4月18日から23日までの東京公演と兵庫公演の全日程がキャストの入院により中止となった。
上述の『演劇調異譚「xxxHOLiC」-續-』の再演が、『演劇調異譚「xxxHOLiC」 -續・再-』のタイトルで2025年1月24日から2月9日まで東京都 シアターH、2025年2月14日から16日まで大阪府 SkyシアターMBSにて上演となった。

### キャスト（舞台）
特筆がなければ全公演共通。
- 壱原侑子 - 太田基裕
- 四月一日君尋 - 阪本奨悟
- 百目鬼静 - 松島勇之介
- 九軒ひまわり - 赤澤遼太郎
- マルダシ
  - 【初演】末次寿樹 / 前田武蔵（ダブルキャスト）
  - 【續】後藤成貴 / 村山董絃（ダブルキャスト）
  - 【續・再】平松杏蓮 / シモン イヴァノフ（ダブルキャスト）
- モロダシ
  - 【初演】西山蓮都 / 升谷天（ダブルキャスト）
  - 【續】加藤岳 / 猪股怜生（ダブルキャスト）
  - 【續・再】トレン / 黒岩紘翔（ダブルキャスト）
- 座敷童 - 櫻井圭登
- 鴉天狗（【初演】のみ） - 梅澤裕介（梅棒）、遠藤誠（梅棒）、五十嵐結也
- 雨童女 - 大平峻也
- 女郎蜘蛛（【初演】のみ） - 三上俊
- 猫娘 - 三井淳平
- 佳朱弥（【續】【續・再】のみ） - 加納幸和（花組芝居）
- アンサンブルキャスト
  - 【初演】 - 和久井大城、橋本有一郎、佐藤康道、西原健太、河島樹来
  - 【續】 - 橋本有一郎、篠尾佳介、水島渓、木村和磨、山崎竜之介、鶴岡政希
  - 【續・再】 - 橋本有一郎、木村和磨、山﨑竜之介、鶴岡政希、佐藤康道、原周石

### スタッフ（舞台）
特筆がなければ全公演共通。
- 企画 - 大川七瀬、松田誠
- 原作 - CLAMP「xxxHOLiC」（講談社）
- 脚本 - 畑雅文
- 演出 - 松崎史也
- 音楽 - 油井誠志（Avex Entertainment Inc.）
- 作詞 - 浅井さやか（One on One）
- 美術 - 松生紘子
- 振付 - 當間里美
- 照明 - 田中徹（テイク・ワン）
- 音響効果 - 天野高志（RESON）
- 映像 - 荒川ヒロキ、森すみれ
- 衣裳
  - 【初演】・【續】及川千春（とわづくり）
  - 【續・再】 川島加菜果
- ヘアメイク - 糸川智文（STRINGS）
- 特殊小道具 - 林屋陽二
- 歌唱指導 - 宗田梁市
- 稽古ピアノ
  - 【初演】・【續】松井トモコ
  - 【續・再】 安藤菜々子
- 女形指導 - 加納幸和（花組芝居）
- 所作指導 - 七々扇左惠
- マジック監修 - 【續・再】リアルマジシャン RYOTA
- 演出助手 - 小林賢祐
- 舞台監督 - 須田桃李（DDR）
- 技術監督 - 堀吉行（DDR）
- 宣伝美術
  - 【初演】・【續】・【續・再】TRMN（【續・再】はアートディレクターとして併記）
  - 【續・再】石山瑶留（クリエイティブディレクターとして併記）
- 宣伝写真 - 須田卓馬
- 宣伝プロップスタイリスト - 【初演】・【續】KURO
- 制作 - ネルケプランニング
- 票券 - Mitt
- 協力 - 一般社団法人 日本2.5次元ミュージカル協会
- 協賛 - ローソンチケット
- 主催 - ネルケプランニング

## 書誌情報

### 単行本
- CLAMP 『xxxHOLiC』 講談社〈KCデラックス〉、全19巻
  1. 2003年7月25日第1刷発行（7月24日発売[24]）、ISBN 4-06-334752-4
  2. 2003年10月17日第1刷発行（10月16日発売[25]）、ISBN 4-06-334790-7
  3. 2004年2月17日第1刷発行（2月15日発売[26]）、ISBN 4-06-334841-5
  4. 2004年6月17日第1刷発行（6月16日発売[27]）、ISBN 4-06-334881-4
  5. 2004年11月17日第1刷発行（11月16日発売[28]）、ISBN 4-06-334941-1
  6. 2005年5月17日第1刷発行（5月15日発売[29]）、ISBN 4-06-372015-2
  7. 2005年10月17日第1刷発行（10月15日発売[30]）、ISBN 4-06-372081-0
  8. 2006年2月16日第1刷発行（2月15日発売[31]）、ISBN 4-06-372128-0
  9. 2006年7月14日第1刷発行（同日発売[32]）、ISBN 4-06-372168-X
  10. 2006年11月17日第1刷発行（同日発売[33]）、ISBN 4-06-372227-9
  11. 2007年5月17日第1刷発行（同日発売[34]）、ISBN 978-4-06-372282-6
  12. 2007年10月17日第1刷発行（同日発売[35]）、ISBN 978-4-06-372364-9
  13. 2008年6月23日第1刷発行（同日発売[36]）、ISBN 978-4-06-375510-7
    - 「初回限定版」同日発売[37]、ISBN 978-4-06-362109-9

  14. 2009年2月17日第1刷発行（同日発売[38]）、ISBN 978-4-06-375656-2
  15. 2009年6月23日第1刷発行（同日発売[39]）、ISBN 978-4-06-375733-0
  16. 2009年12月22日第1刷発行（同日発売[40]）、ISBN 978-4-06-375851-1
  17. 2010年4月23日第1刷発行（同日発売[41]）、ISBN 978-4-06-375906-8
  18. 2010年10月15日第1刷発行（同日発売[42]）、ISBN 978-4-06-375979-2
  19. 2011年3月9日第1刷発行（同日発売[43]）、ISBN 978-4-06-376039-2
- CLAMP 『xxxHOLiC・戻』 講談社〈KCデラックス〉、既刊4巻（2016年10月6日現在）
  1. 2013年10月23日発売[44]、ISBN 978-4-06-376897-8
    - 「特装版」同日発売[45]、ISBN 978-4-06-358470-7

  2. 2014年4月23日発売[46]、ISBN 978-4-06-376966-1
    - 「特装版」同日発売[47]、ISBN 978-4-06-358701-2

  3. 2014年8月20日発売[48]、ISBN 978-4-06-377047-6
    - 「特装版」同日発売[49]、ISBN 978-4-06-358721-0

  4. 2016年10月6日発売[50]、ISBN 978-4-06-393025-2
    - 「特装版」同日発売[51]、ISBN 978-4-06-397018-0

### 新装版
- CLAMP 『CLAMP PREMIUM COLLECTION xxxHOLiC』 講談社〈KCデラックス〉、全19巻
  1. 2021年8月5日発売[52]、ISBN 978-4-06-524351-0
  2. 2021年8月5日発売[53]、ISBN 978-4-06-524349-7
  3. 2021年9月6日発売[54]、ISBN 978-4-06-524765-5
  4. 2021年9月6日発売[55]、ISBN 978-4-06-524767-9
  5. 2021年10月6日発売[56]、ISBN 978-4-06-525085-3
  6. 2021年10月6日発売[57]、ISBN 978-4-06-525086-0
  7. 2021年11月5日発売[58]、ISBN 978-4-06-525841-5
  8. 2021年11月5日発売[59]、ISBN 978-4-06-525842-2
  9. 2021年12月6日発売[60]、ISBN 978-4-06-526159-0
  10. 2021年12月6日発売[61]、ISBN 978-4-06-526160-6
  11. 2022年1月6日発売[62]、ISBN 978-4-06-526488-1
  12. 2022年1月6日発売[63]、ISBN 978-4-06-526489-8
  13. 2022年2月4日発売[64]、ISBN 978-4-06-526785-1
  14. 2022年2月4日発売[65]、ISBN 978-4-06-526789-9
  15. 2022年3月4日発売[66]、ISBN 978-4-06-527056-1
  16. 2022年3月4日発売[67]、ISBN 978-4-06-527053-0
  17. 2022年4月6日発売[68]、ISBN 978-4-06-527463-7
  18. 2022年4月6日発売[69]、ISBN 978-4-06-527464-4
  19. 2022年5月6日発売[3]、ISBN 978-4-06-527782-9

### ノベライズ
- CLAMP（原作・イラスト） / 西尾維新（著） 『xxxHOLiC アナザーホリック ランドルト環エアロゾル[注 36]』 講談社、2006年8月1日発売[70]、ISBN 4-06-213509-4
- CLAMP（原作） / 時海結以（文） / 吉田恵里香（脚本） 『×××HOLiC 映画ノベライズ』講談社、2022年4月13日[71]、ISBN 978-4-06-527641-9

### 関連書籍
- 『劇場版 xxxHOLiC OFFICIAL FANBOOK』2005年8月13日発売[72]、ISBN 4-06-372049-7
  - 劇場版のオフィシャルガイドブック。
- 『TV ANIMATION xxxHOLiC EXTRA OFFICIAL GUIDE』2006年5月17日発売[73]、ISBN 4-06-372151-5
  - TVアニメーション版のオフィシャルガイドブック。
- 『新版 xxxHOLiC読本』2006年11月17日発売[74]、ISBN 4-06-372226-0
  - 原作版のオフィシャルガイドブック。
- 『xxxHOLiC全書』2011年3月17日発売[75]、ISBN 978-4-06-376055-2
  - 原作版のオフィシャルガイドブック。
- 『xxxHOLiC POST CARD BOOK』2011年9月4日発売[76]、ISBN 978-4-06-364864-5
- 『xxxHOLiC 胡蝶ノ夢』2013年3月29日発売[77]、ISBN 978-4-06-364914-7
- 『公式コミックガイド xxxHOLiC・戻 夢渡縁起』2022年4月20日発売[1][78]、ISBN 978-4-06-527932-8

## その他

### DVD
劇場版『xxxHOLiC 真夏ノ夜ノ夢』 2006年2月25日
アニメ第一期『xxxHOLiC』（全8巻）
アニメ第二期『xxxHOLiC♦継』（全7巻）

### サウンドトラック
劇場版サウンドトラック『劇場版xxx HOLiC 真夏ノ夜ノ夢 オリジナル・サウンドトラック』（斉藤恒芳）
アニメサウンドトラック『xxxHOLiC SOUNDFILE』（S.E.N.S. Project）

### モバイル
『CLAMPシリーズ／xxxHOLiC』１人プレイ用ソリティア。コミゲーi講談社よりスペースアウトの提供で2003年9月26日配信。

### ゲーム
『xxxHOLiC 〜四月一日の十六夜草話〜』（ほりっく わたぬきのいざよいそうわ）のタイトルにて、マーベラスにより2007年8月9日発売。PlayStation 2用ソフト。

### ドラマCD
私立堀鐔学園: 『ツバサ-RESERVoir CHRoNiCLE-』とのコラボレーションによるドラマCD。
シミヌキ: 初回限定版『xxxHOLiC』13巻 オリジナルドラマCD。竜騎士07によるサウンドノベル『ひぐらしのなく頃に』とのコラボレーション要素がある。

### 音楽朗読劇
『CLAMP×SOUND THEATRE xxxHOLiC』が2017年1月28日・29日に豊洲PITにて音楽朗読劇が公演。SOUND THEATREのこの公演は、CLAMPの書き下ろしの脚本にTVアニメのオリジナルキャストと音楽監督の土屋雄作率いるBANDの生演奏にて上演。後日グッズとして、劇中使用曲の中から事前にレコーディングした3曲を収録したCD付パンフレットと初日公演の内容をダミーヘッドマイクで収録したプレイボタンが発売された。